# Слобідське (Кам'янський район)
Слобідське (до 2024 року — Суворівське) — село в Україні, у Криничанській селищній громаді Кам'янського району Дніпропетровської області.
Орган місцевого самоврядування — Криничанська селищна рада. Населення — 475 мешканців.

## Назва
19 вересня 2024 року Верховна Рада підтримала перейменування село Суворівське на Слобідське. 26 вересня 2024 року перейменування набуло чинності.

## Географія
Село Слобідське знаходиться на лівому березі річки Мокра Сура, вище за течією примикає селище Кринички, на протилежному березі і нижче за течією примикає село Світлогірське.

## Населення

### Мова
Розподіл населення за рідною мовою за даними перепису 2001 року:
| Мова            | Кількість | Відсоток |
| --------------- | --------- | -------- |
| українська      | 428       | 90.11 %  |
| російська       | 41        | 8.63 %   |
| вірменська      | 3         | 0.63 %   |
| білоруська      | 1         | 0.21 %   |
| польська        | 1         | 0.21 %   |
| інші/не вказали | 1         | 0.21 %   |
| Усього          | 475       | 100 %    |

## Економіка
- Фермерські господарства «Яна», «Свіл» і «Нове Життя».